# Ea Lâm
Ea Lâm là một xã thuộc huyện Sông Hinh, tỉnh Phú Yên, Việt Nam.
Xã Ea Lâm có diện tích 38,6 km², dân số năm 1999 là 1.802 người, mật độ dân số đạt 47 người/km².